# Lotus Tower
La Lotus Tower, también conocida en español como Torre del Loto, es una torre de telecomunicaciones ubicada en Colombo, Sri Lanka con una altura de 350 metros. Se propuso primero que se construyera en la ciudad de Peliyagoda pero más tarde el gobierno del país decidió su construcción en Colombo. La torre se utiliza para las telecomunicaciones y la observación, con un costo de construcción de 104.3 millones de dólares, financiado por el Banco EXIM de la República Popular China. Fue inaugurada el 16 de septiembre de 2019 por el presidente Maithripala Sirisena.